# Nuestra Señora del Buen Suceso (Parañaque)
Nuestra Señora del Buen Suceso es una advocación mariana venerada en la Catedral de San Andrés, en Parañaque, Filipinas. Bajo este título, la Virgen es considerada patrona de la diócesis de Parañaque junto con San Andrés.

## Historia
La historia de Nuestra Señora del Buen Suceso está basada en los escritos de 1700 del padre agustino Nicolás de San Pedro, vicario de la Parroquia de San Andrés. Los padres agustinos trajeron la imagen desde España en 1580 como regalo de parte del rey a los filipinos conversos. Los agustinos se establecieron en Palanyag (actual Parañaque) y levantaron la Parroquia de San Andrés ese mismo año. La imagen fue dejada intacta y cubierta de polvo hasta que Catig, un pobre nativo de Don Galo, vio las condiciones en las que se encontraba la estatua y preguntó al sacristán si se la podía llevar a casa; este dio su consentimiento y Catig la emplazó en un altar en su hogar decorado con velas encendidas en su honor. Posteriormente, cuando Catig se hallaba en su lecho de muerte, los vecinos pidieron al padre Juan de Guevarra que le administrase los últimos ritos. Tras bendecir a Catig, de Guevarra vio la imagen de la Virgen cerca de la cama y preguntó si podía adquirirla por 24 pesos filipinos. Catig se negó a ello en un principio, pero finalmente cambió de opinión, consciente de que de esa forma la estatua sería venerada por los fieles. El reverendo se llevó la talla y la instaló en su propia habitación tras la muerte de Catig. De acuerdo con el padre de Guevarra, el religioso vio cómo la imagen emitía una misteriosa luz, escuchando también varios himnos gloriosos, lo que le llevó a considerar la imagen como milagrosa; de Guevarra informó de inmediato a su superior Alonzo de Mentrida, quien tras oír las palabras del reverendo ordenó que la imagen fuese trasladada a la Iglesia de San Andrés. El 10 de agosto de 1625, la estatua fue entronizada en el altar del templo en una multitudinaria procesión.
Sin saber bajo qué advocación venerar la imagen, el padre Alonzo pidió a otros frailes escribir el nombre de varios títulos famosos mediante los cuales la Virgen era venerada en Europa en trozos de papel y colocarlos en una urna. A continuación se pidió a un niño que extrajese uno de los nombres; por seis veces consecutivas salió elegido el de Nuestra Señora del Buen Suceso, siendo la talla puesta bajo esta advocación. El arzobispo Miguel García Serrano y los oficiales colonos asentados en Manila llegaron y empezaron a venerar la imagen, debiéndose a Serrano la instauración de la novena así como la reconstrucción del altar. Tras el fin de las obras, se celebró una ceremonia el 22 de febrero de 1626 a la que asistieron ciudadanos y gente oriunda de provincias vecinas.

## Coronación canónica
La imagen fue coronada canónicamente por el papa Juan Pablo II el 8 de septiembre de 2000, asistiendo a la correspondiente ceremonia la vicepresidenta Gloria Macapagal Arroyo. Diez años después, el 8 de septiembre de 2010, una réplica obra del artesano Tom Joven fue bendecida durante una misa solemne por monseñor Manuel Gabriel. 

## Santuario Diocesano y patronazgo de Parañaque
El 10 de agosto de 2012, con motivo de la celebración del 387º aniversario de la entronización, un decreto del papa Benedicto XVI (con la aprobación de Jesse E. Mercado, obispo de la diócesis de Parañaque) estableció la Catedral de San Andrés como Santuario Diocesano de Nuestra Señora del Buen Suceso de Palanyag. Poco después, el 8 de septiembre de 2012, durante la celebración del 12º aniversario de la coronación canónica, a la que asistieron autoridades del gobierno local, la diócesis declaró a Nuestra Señora del Buen Suceso patrona de la ciudad de Parañaque.

## Festividad
La Catedral de San Andrés celebra la fiesta de Nuestra Señora del Buen Suceso el 10 de agosto. En tiempos de la era española había numerosos festejos en honor a Nana Ciso, nombre con el que la Virgen era cariñosamente llamada por los nativos, como por ejemplo el 22 de febrero (la primera fiesta en honor a Nana Ciso, aprobada por la arquidiócesis de Manila el 22 de febrero de 1626); los meses de mayo y octubre; y el 1 de diciembre (desde 1892 hasta el estallido de la Segunda Guerra Mundial su fiesta se celebraba el 1 de diciembre siguiendo a la festividad de San Andrés, celebrada el 30 de noviembre). Desde el fin del conflicto hasta 2004, la fiesta se celebraba el 29 de noviembre; desde 2005 se celebra el 10 de agosto con el fin de conmemorar la entronización de la imagen, siendo esta su fiesta oficial.